# Gabriele Angella
Gabriele Angella (Firenze, 28 aprile 1989) è un calciatore italiano, difensore e capitano del Perugia.

## Caratteristiche tecniche
Angella è un difensore centrale abile nel gioco aereo.

## Carriera

### Club

#### Empoli
La sua prima stagione da professionista risale al 2008-2009, collezionando con la maglia dell'Empoli 11 presenze nel campionato di Serie B più 2 presenze nei play-off. Nella stagione successiva gioca con maggior continuità collezionando 36 presenze totali in campionato.

#### Udinese
Il 31 agosto 2010 viene ingaggiato dall'Udinese in compartecipazione. Esordisce con i friulani alla seconda giornata di Serie A, il 10 settembre, nella sconfitta per 2-1 in casa dell'Inter, subentrando a Giovanni Pasquale al 58'. Segna il primo gol con l'Udinese nell'incontro di Coppa Italia contro il Padova, vinto dai friulani per 4 a 0.
Nel luglio del 2011 il Siena acquista il giocatore con la formula del prestito annuale. In Toscana il difensore si trova però chiuso e nel gennaio 2012 passa, sempre in prestito, alla Reggina, dove fa il suo esordio il 28 gennaio in occasione del pareggio per 0-0 in trasferta contro il Grosseto. Segna il suo primo gol in maglia amaranto il 14 aprile contro il Crotone.
Tornato a Udine nell'estate del 2012, segna le sue prime due reti in Serie A nella partita di campionato contro il ChievoVerona, terminata 2-2. Il 2 dicembre firma la sua terza rete in campionato in occasione della vittoria per 4-1 sul Cagliari, per poi andare a segno una quarta volta nella partita contro il Palermo, vinta dai bianconeri 3-2.

#### Watford
Il 19 luglio 2013 viene ufficializzato il suo acquisto da parte del Watford. Il 10 agosto segna i suoi primi due gol con la sua nuova maglia in occasione della vittoria per 6-1 contro il Bournemouth. Chiude la sua prima stagione in Championship con un bottino di 8 gol. La stagione successiva viene confermato titolare e mette a segno 2 gol, ottenendo con il Watford la promozione in Premier League. Il 1 luglio 2015 la squadra inglese annuncia il rinnovo contrattuale del calciatore per altri 5 anni.

#### QPR e ritorno all'Udinese
L'ultimo giorno del mercato estivo 2015 viene ceduto in prestito al QPR, dove colleziona 17 presenze e mette a segno un gol. Al termine della stagione, nel 2016, torna in Italia dopo tre anni, trasferendosi all'Udinese di Luigi Delneri. Segna, contro il Cagliari Calcio, durante la 33ª giornata del campionato di Serie A 2016-2017, il gol decisivo per la vittoria dei friulani, con un tap-in vincente da fermo.

#### Charleroi
Nel mese di agosto 2018, a fronte del reiterarsi di un progetto tecnico da parte del proprio club di appartenenza scarsamente compatibile con gli sviluppi della propria carriera calcistica, il calciatore si trasferisce in prestito al R. Charleroi SC, che milita nel massimo campionato belga. L’iniezione di fiducia derivante dai nuovi stimoli e, massimamente, da una considerazione da parte dello staff tecnico congrua alle sue qualità, consente ad Angella di inserirsi progressivamente in pianta stabile nell’undici titolare schierato da mister Felice Mazzù, divenendone, a partire da fine novembre 2018, un pilastro inamovibile della difesa. Il 20 gennaio 2019 realizza, in trasferta contro il Club Brugge, il suo primo gol nel campionato belga, grazie ad un imperioso stacco di testa su calcio d’angolo. La marcatura si rivela fondamentale ai fini della vittoria finale.

#### Perugia
A fine stagione torna all'Udinese che il 16 agosto 2019 lo cede al Perugia. Tra tutte le competizioni ha totalizzato 52 presenze e 6 reti con i friulani.

### Nazionale
Il 4 settembre 2009 ha esordito in Nazionale Under-21 giocando titolare nella partita Galles-Italia (2-1), valida per le qualificazioni all'Europeo 2011. Ha collezionato 9 convocazioni con l'Under 21 di Pierluigi Casiraghi, scendendo in campo in 4 occasioni.

## Statistiche

### Presenze e reti nei club
Statistiche aggiornate al 28 aprile 2025.
| Stagione        | Squadra         | Campionato      | Campionato | Campionato | Coppe nazionali | Coppe nazionali | Coppe nazionali | Coppe continentali | Coppe continentali | Coppe continentali | Altre coppe | Altre coppe | Altre coppe | Totale | Totale |
| Stagione        | Squadra         | Comp            | Pres       | Reti       | Comp            | Pres            | Reti            | Comp               | Pres               | Reti               | Comp        | Pres        | Reti        | Pres   | Reti   |
| --------------- | --------------- | --------------- | ---------- | ---------- | --------------- | --------------- | --------------- | ------------------ | ------------------ | ------------------ | ----------- | ----------- | ----------- | ------ | ------ |
| 2008-2009       | Empoli          | B               | 11+2       | 0          | CI              | 1               | 0               | -                  | -                  | -                  |             | -           | -           | 14     | 0      |
| 2009-2010       | Empoli          | B               | 35         | 0          | CI              | 2               | 1               | -                  | -                  | -                  | -           | -           | -           | 37     | 1      |
| ago. 2010       | Empoli          | B               | 2          | 0          | CI              | 1               | 1               | -                  | -                  | -                  | -           | -           | -           | 3      | 1      |
| Totale Empoli   | Totale Empoli   | Totale Empoli   | 48+2       | 0          |                 | 4               | 2               |                    | -                  | -                  |             | -           | -           | 54     | 2      |
| ago. 2010-2011  | Udinese         | A               | 8          | 0          | CI              | 3               | 1               | -                  | -                  | -                  | -           | -           | -           | 11     | 1      |
| 2011-gen. 2012  | Siena           | A               | 0          | 0          | CI              | 2               | 0               | -                  | -                  | -                  | -           | -           | -           | 2      | 0      |
| gen.-giu. 2012  | Reggina         | B               | 19         | 1          | CI              | -               | -               | -                  | -                  | -                  | -           | -           | -           | 19     | 1      |
| 2012-2013       | Udinese         | A               | 14         | 4          | CI              | 1               | 0               | UCL+UEL            | -                  | -                  | -           | -           | -           | 15     | 4      |
| 2013-2014       | Watford         | FLC             | 40         | 8          | FACup+CdL       | 3+2             | 0+1             | -                  | -                  | -                  | -           | -           | -           | 45     | 9      |
| 2014-2015       | Watford         | FLC             | 35         | 2          | FACup+CdL       | 1+0             | 0               | -                  | -                  | -                  | -           | -           | -           | 36     | 2      |
| ago. 2015       | Watford         | PL              | -          | -          | FACup+CdL       | 0+1             | 0               | -                  | -                  | -                  | -           | -           | -           | 1      | 0      |
| Totale Watford  | Totale Watford  | Totale Watford  | 75         | 10         |                 | 7               | 1               |                    | -                  | -                  |             | -           | -           | 82     | 11     |
| ago. 2015-2016  | QPR             | FLC             | 17         | 1          | FACup+CdL       | 1+0             | 0               | -                  | -                  | -                  | -           | -           | -           | 18     | 1      |
| 2016-2017       | Udinese         | A               | 14         | 1          | CI              | 0               | 0               | -                  | -                  | -                  | -           | -           | -           | 14     | 1      |
| 2017-2018       | Udinese         | A               | 12         | 0          | CI              | 0               | 0               | -                  | -                  | -                  | -           | -           | -           | 12     | 0      |
| Totale Udinese  | Totale Udinese  | Totale Udinese  | 48         | 5          |                 | 4               | 1               |                    | -                  | -                  |             | -           | -           | 52     | 6      |
| 2018-2019       | Charleroi       | PL              | 24         | 2          | CB              | 1               | -               |                    | -                  | -                  | -           | -           | -           | 25     | 2      |
| 2019-2020       | Perugia         | B               | 16         | 0          | CI              | 0               | 0               | -                  | -                  | -                  | -           | -           | -           | 16     | 0      |
| 2020-2021       | Perugia         | C               | 31         | 1          | CI              | 1               | 0               | SC-C               | 1                  | 0                  | -           | -           | -           | 33     | 1      |
| 2021-2022       | Perugia         | B               | 22         | 0          | CI              | 2               | 0               | -                  | -                  | -                  | -           | -           | -           | 24     | 0      |
| 2022-2023       | Perugia         | B               | 17         | 1          | CI              | 0               | 0               | -                  | -                  | -                  | -           | -           | -           | 17     | 1      |
| 2023-2024       | Perugia         | C               | 24         | 0          | CI-C            | 0               | 0               | -                  | -                  | -                  | -           | -           | -           | 24     | 0      |
| 2024-2025       | Perugia         | C               | 15         | 0          | CI-C            | 0               | 0               | -                  | -                  | -                  | -           | -           | -           | 15     | 0      |
| Totale Perugia  | Totale Perugia  | Totale Perugia  | 125        | 2          |                 | 3               | 0               |                    | 1                  | 0                  |             | -           | -           | 129    | 2      |
| Totale carriera | Totale carriera | Totale carriera | 358        | 21         |                 | 22              | 4               |                    | 1                  | 0                  |             | -           | -           | 381    | 25     |

## Palmarès

### Club

#### Competizioni nazionali
- Serie C: 1

Perugia: 2020-2021 (girone B)